# Петруский, Станислав
Станислав Константы Петруский (пол. Stanisław Konstanty Pietruski, 11 марта 1811, с. Подгородцы, Галиция — 28 января 1874, с. Зарваница, Галиция) — польский учёный-зоолог, орнитолог, энтомолог, помолог. Основатель первого польского зоопарка для проведения научно-исследовательских работ (1833).

## Биография
В 1828—1830 — студент естественного отделения Львовского университета, затем продолжил образование в Германии.
Исследователь фауны Карпат, автор ряда работ по орнитологии и биологии позвоночных. Один из пионеров современного разведения домашней птицы в Польше.

## Избранные научные труды
- Список птиц Галиции (1840),
- Естественная история и разведение забавных и полезных птиц или точное описание всех поющих, имитирующих человеческий язык, красиво окрашенных, домашних и полезных птиц… (в 4-х томах, 1860—1866),
- Домашние куры  (1866),
- О некоторых редких местных млекопитающих животных (1869),

Перу С. Петруского принадлежат также работы в области Фаунистики, энтомологии, охраны животных, растениеводства и садоводства.
В 1843 стал членом Германской академии естествоиспытателей «Леопольдина». Состоял членом многих других научных обществ в стране и за рубежом.
Большинство описанных им животных, и особенно птиц, С. Петруский осуществил на основе наблюдений за их поведением в неволе, в основанном им первом на территории Польши в 1833 зоопарке в своем поместье в Подгорцах возле г. Стрый, который действовал до 1848 г.
Является одним из крупнейших знатоков поведения птиц и их повадок в польской орнитологической литературе.